# Журавлёва, Лидия Алексеевна
Лидия Алексеевна Журавлёва (17 декабря 1932, Мурино — 18 апреля 2001, Киев) — советский и украинский учёный, гидролог. Доктор географических наук (1991).

## Биография
Родилась 17 декабря 1932 года в посёлке Мурино (ныне в составе Санкт-Петербурга).
В 1955 году окончила Ленинградский государственный университет по специальности «географ-гидролог суши».
После окончания университета работала инженером Рижской гидрометстанции (Латвийская ССР), 1960—1967 годы — инженер, начальник морской гидрометстанции «Балтийск» (Литовская ССР).
С 1967 года работала в Институте гидробиологии НАН Украины, прошла путь от аспиранта до ведущего научного сотрудника.
В 1972 году в гидрохимическом институте (Ростов-на-Дону) защитила кандидатскую диссертацию «современный гидрологический и гидрохимический режим нижнего Днепра и Днепровско-Бугского лимана и расчет будущих характеристик их режимов в связи с гидротехническим строительством».
В 1991 году в том же гидрохимическом институте защитила докторскую диссертацию «закономерности формирования гидрохимического режима некоторых типов контактирующих с морем водоемов и его изменений под влиянием гидротехнического строительства» по специальности «гидрохимия».
В 1999 году получила звание профессора.

## Некоторые публикации
- Современный гидрологический и гидрохимический режим нижнего Днепра и Днепровско-Бугского лимана и расчет будущих характеристик их режимов в связи с гидротехническим строительством Автор: Журавлева Л. А. Год: 1972 Тип: Авторефераты диссертаций
- Гидрохимия устьевой области Днепра и Южного Буга в условиях зарегулированного речного стока / АН УССР, Ин-т гидробиологии Автор: Журавлева Л. А. Год: 1988 Тип: Книга
- Днепровско-Бугская эстуарная экосистема Авторы: Жукинский Валерий Николаевич; Журавлева Лидия Алексеевна; Иванов Александр Иванович Год: 1989 Тип: научное издание
- Закономерности формирования гидрохимического режима некоторых типов контактирующих с морем водоемов и его изменений под влиянием гидротехнического строительства Автор: Журавлева Л. А. Год: 1990 Тип: Диссертация